# أناستازيا أشلي
أناستازيا أشلي (بالإنجليزية: Anastasia Ashley) هي عارضة أمريكية، ولدت في 10 فبراير 1987 في سان كليمينتي في الولايات المتحدة.

## وصلات خارجية
- الموقع الرسمي
- أناستازيا أشلي على موقع الرابطة العالمية لركوب الأمواج (الإنجليزية)
- أناستازيا أشلي على موقع IMDb (الإنجليزية)